# Cmentarz mariawicki w Filipowie
Cmentarz mariawicki w Filipowie – założony na początku XX wieku, cmentarz Kościoła Starokatolickiego Mariawitów położony we wsi Filipów. Cmentarz znajduje się naprzeciw cmentarza rzymskokatolickiego, po prawej stronie drogi Filipów—Bakałarzewo.
Ośrodek mariawicki powstał z inicjatywy wikariusza filipowskiego, ks. Józefa Hrynkiewicza, któremu biskup diecezji sejneńskiej w dekrecie z 26 grudnia 1906 zakomunikował ultimatum dając termin 12 dni na nawrócenie się na rzymskokatolicyzm. Po upływie tego terminu ksiądz nie nawrócił się, został więc wyłączony z Kościoła rzymskokatolickiego. W efekcie założył wspólnotę mariawicką w Filipowie, do której należało już jako zdecydowanych mariawitów około tysiąca osób, składających się głównie z ludności rolniczej. W lutym 1909 dokonano poświęcenia kaplicy mariawickiej (spłonęła ona w 2001). W tym też okresie powstał cmentarz wyznaniowy, jego ulokowanie wiąże się z próbą pogodzenia ustaleń urzędowych i wyznaniowych. Rzymskokatolickie prawo kanoniczne zabraniało chowania innowierców na miejscu poświęconym (ewentualnie tam, gdzie leżą niechrzczone dzieci); administrator w obawie przed zamieszkami proponował utworzenie specjalnego cmentarza dla mariawitów. Cmentarz otoczony jest obecnie już tylko resztkami muru. Od II wojny światowej liczba wyznawców mariawityzmu zaczęła maleć i obecnie w miejscowości mieszka tylko jedna rodzina tego wyznania.